# Hajasi-ha sitó-rjú karate
A hajasi-ha sitó-rjú karate egy karate stílus. 1970-ben alapította Mabuni egyik híres tanítványa, Hajasi Teruo. Ez a stílus az általa aprólékosan megfigyelt japán karate-, okinavai és egyéb harcművészeti iskolákban látottak csiszolásának eredménye.

## Hajasi Teruóról
1924-ben született a régi japán fővárosban, Nara városában. Tizennégy évesen kezdett el dzsúdóval foglalkozni, ebből 3. dan fokozatot szerzett. 25 évesen kezdett karatét tanulni, méghozzá a gódzsú-rjú karatét Higa Szeiko mestertől. Karatetudását egész életében a Mabuni Kenvától, a sitó-rjú karate megalapítójától tanult lelkesedéssel tökéletesítette.